# ヤニック・ガーズ
ヤニック・ロバート・ガーズ（Janick Robert Gers、1957年1月27日 - ）はイングランドのハートルプール出身のミュージシャン。ポーランド人の父とイギリス人の母との間に生まれる。アイアン・メイデンの3人のギタリストのうちの1人である。

## 略歴
10代の頃、ジョン・レノンを目指してギターを始めるが、途中でリッチー・ブラックモアのようになりたいと思い始める。18歳の時、フェンダーのギターを中古で購入。
1980年、ホワイト・スピリットのギタリストとして、アルバムをリリース。1981年、イアン・ギランのバンド、ギランに加入した事で注目される。ギラン解散後1985年にポール・ディアノ、クライヴ・バー、ニール・マーレイとともにゴグマゴグを結成。またこの時期、大学で社会学、英文学、経済学を学んだ。1990年、ブルース・ディッキンソンのソロ・アルバム『タトゥード・ミリオネア』のレコーディング中に、アイアン・メイデンを脱退したエイドリアン・スミスの後任として参加を打診されて、同年アイアン・メイデンへ加入する。後にエイドリアンは復帰するが、そのままトリプルギター編成として以後、現在までアイアン・メイデンで活動している。

## ディスコグラフィ

### ホワイト・スピリット
- ホワイト・スピリット -  White Spirit (1980)

### ギラン
- ダブル・トラブル -  Double Trouble (1981)
- マジック -  Magic (1982)

### ゴグマゴグ
- アイ・ウィル・ビー・ゼア - I Will Be There (1985，EP)

### フィッシュ（元マリリオンのヴォーカリスト）
- ビジル・イン・ア・ウィルダネス・オヴ・ミラーズ -  Vigil in a Wilderness of Mirrors (1990)

### ブルース・ディッキンソン
- タトゥード・ミリオネア - Tattooed Millionaire (1990)

### アイアン・メイデン
- ノー・プレイヤー・フォー・ザ・ダイイング - No Prayer for the Dying (1990)
- フィア・オブ・ザ・ダーク - Fear of the Dark (1992)
- Xファクター - The X factor (1995)
- ヴァーチャル・イレヴン - Virtual VI (1998)
- ブレイヴ・ニュー・ワールド - Brave New World (2000)
- 死の舞踏 - Dance of Death (2003)
- ア・マター・オブ・ライフ・アンド・デス〜戦記 - A Matter Of Life And Death (2006)
- ファイナル・フロンティア - The Final Frontier (2010)
- 魂の書〜ザ・ブック・オブ・ソウルズ〜 - The Book of Souls (2015)
- 戦術 - Senjutsu (2021)

## トレードマーク
ホワイト・スピリット時代から取り入れているリッチー・ブラックモアを髣髴とさせるステップと、ギターを振り回す激しいパフォーマンスが特徴である。

## 使用機材
- ギター - フェンダー・カスタム・ショップ製ストラトキャスターにセイモア・ダンカンの「JB Jr.」ピックアップを搭載。
- 弦 - アーニーボール（.009、 .013、 .016、 .024、 .032、 .042）
- アンプ - マーシャル

## その他
- 右でギターを弾くが、実は左利きである。
- メインの黒いストラトキャスターはイアン・ギランからプレゼントされたものである[要出典]。